# التسجيل 2
التسجيل 2 هو فيلم رعب إسباني من تأليف وإخراج جيوم بلاجويرو وباكو بلازا ومن بطولة مانويلا فيلاسكو وجوناثان د. ميلور، صدر الفيلم في 2 أكتوبر 2009.

## روابط خارجية
- التسجيل 2 على موقع IMDb (الإنجليزية)
- التسجيل 2 على موقع ميتاكريتيك (الإنجليزية)
- التسجيل 2 على موقع روتن توميتوز (الإنجليزية)
- التسجيل 2 على موقع نتفليكس (الإنجليزية)
- التسجيل 2 على موقع قاعدة بيانات الأفلام العربية
- التسجيل 2 على موقع ألو سيني (الفرنسية)
- التسجيل 2 على موقع Turner Classic Movies (الإنجليزية)
- التسجيل 2 على موقع أول موفي (الإنجليزية)
- التسجيل 2 على موقع بوكس أوفيس موجو (الإنجليزية)
- التسجيل 2 على موقع فيلمافينيتي (الإسبانية)